# The Last Fight (single)
The Last Fight is een nummer van Velvet Revolver. Het is de tweede single van het album Libertad. De single behaalde de 1e positie in de Kink 40 van Kink FM. Ook behaalde het positie 17 in de Billboard Mainstream Rock tracks en positie 72 in Canada.